# NGC 3067
NGC 3067 (również PGC 28805 lub UGC 5351) – galaktyka spiralna z poprzeczką (SBab), znajdująca się w gwiazdozbiorze Lwa. Odkrył ją William Herschel 7 grudnia 1785 roku.